# St. Johannes Baptist (Blankenstein)

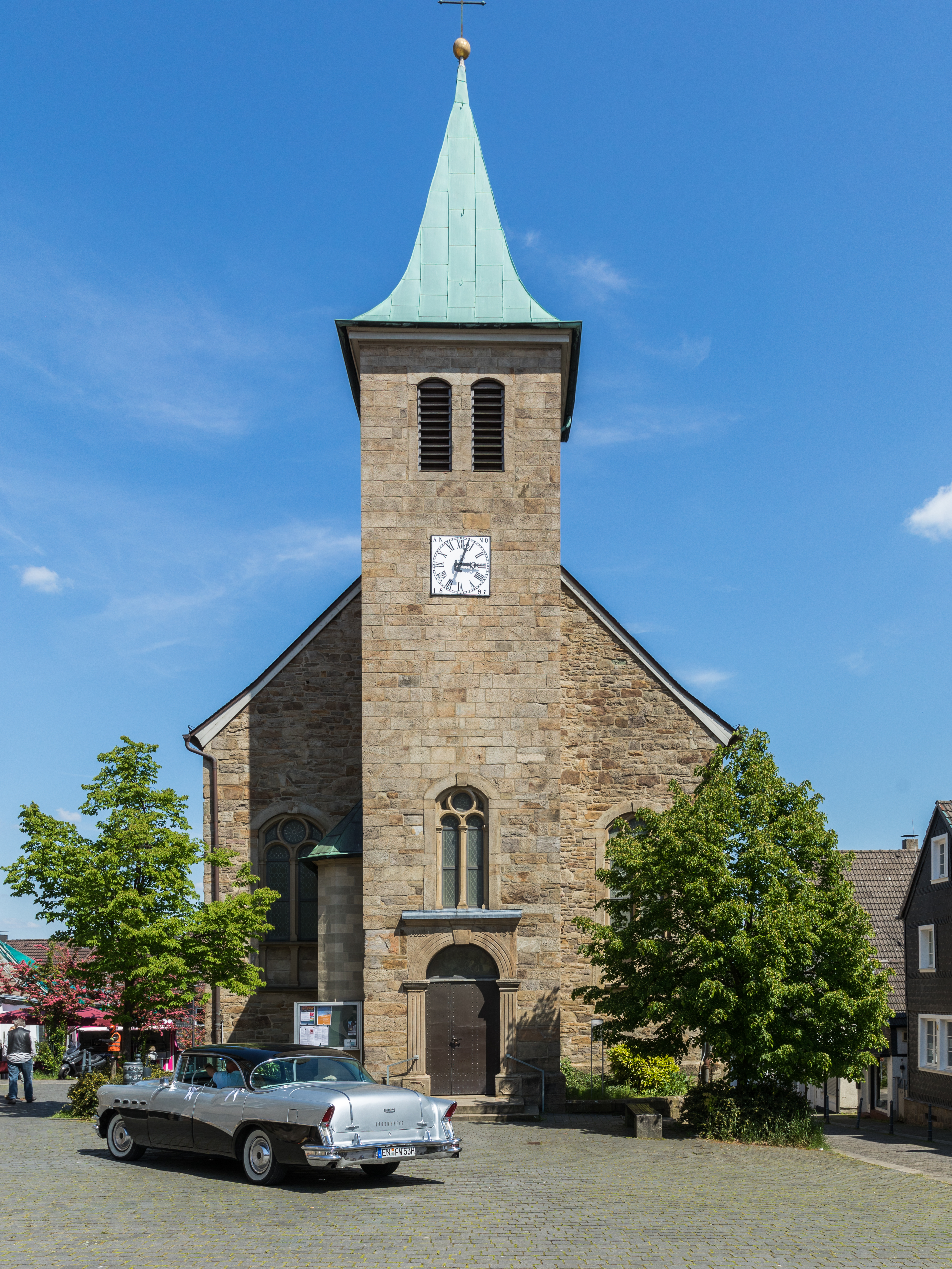
St. Johannes Baptist

Die katholische Kirche St. Johannes Baptist ist ein denkmalgeschütztes Kirchengebäude im Hattinger Stadtteil Blankenstein. Ihr Namenspatron ist Johannes der Täufer.

## Geschichte und Architektur

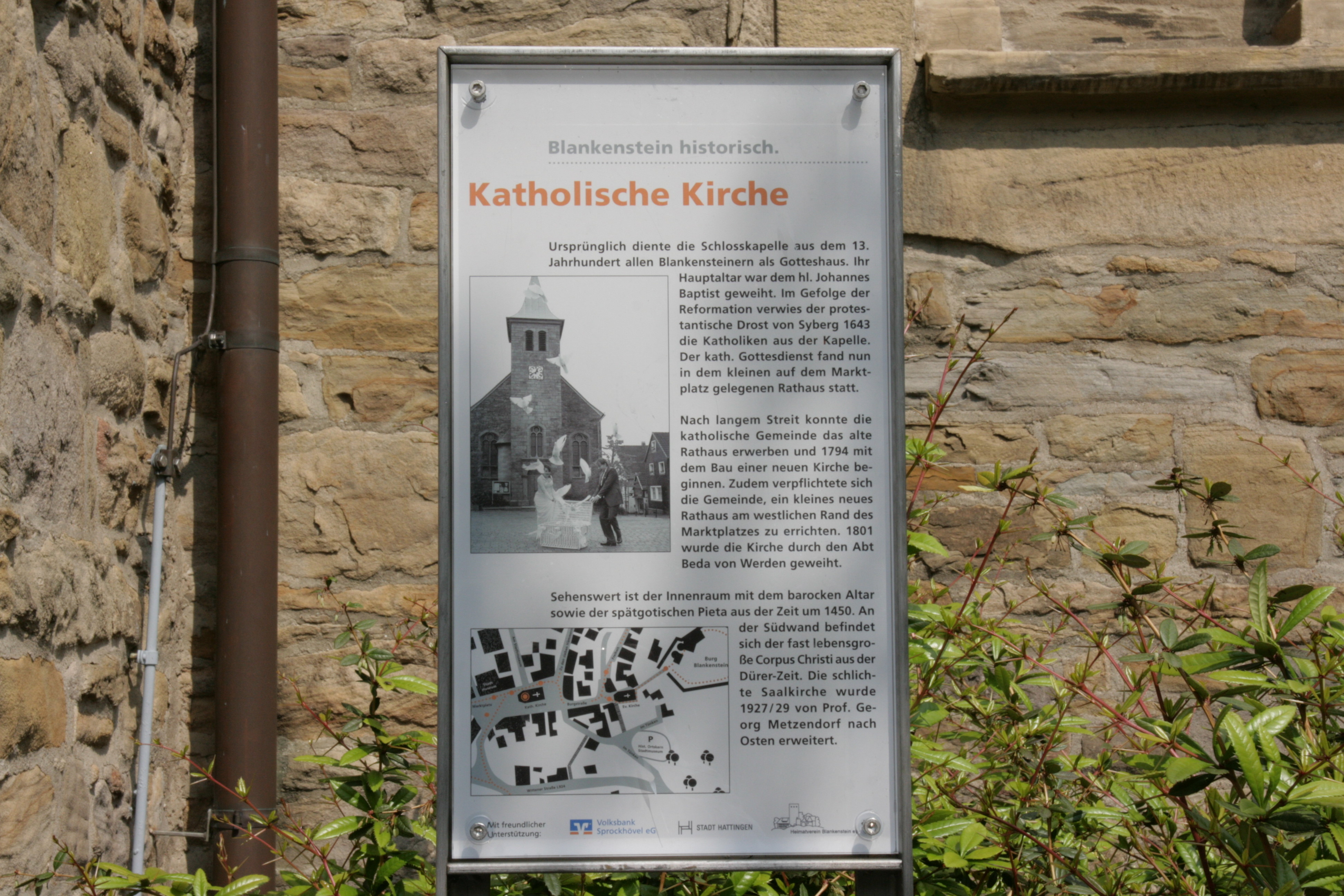
Infotafel am Gebäude

Graf Adolf von Altena baute 1227 zur Sicherung des Ruhrtals die Burg Blankenstein. Der Hauptaltar der Burgkapelle war Johannes Baptist geweiht. In der Folgezeit entstand der Ort Blankenstein. Pfarrkirche für die Bürger war St. Georg in Hattingen. 
Kurz nach der Reformation wurde der katholischen Gemeinde das Rathaus für den Gottesdienst überlassen, das 1792 abgebrochen wurde. Der klassizistische Saal mit Westturm wurde von 1794 bis 1801 an der Stelle des abgebrochenen Rathauses errichtet. Die Wände sind aus Ruhrsandstein gemauert. Das Mauerwerk, mit Ausnahme des Turms, ist bruchrauh. Es war ursprünglich für einen Anstrich vorgesehen. Der Eingang befindet sich im Turm. 
Von 1927 bis 1929 wurde der Bau von Georg Metzendorf um eine Achse nach Osten und den eingezogenen Rechteckchor erweitert. Der Chor wurde zum Schiff durch einen Triumphbogen getrennt. Die Gesamtlänge der Kirche beträgt etwa 30 Meter, vor 1929 waren es etwa 23 Meter. In den Innenraum wurde eine Flachdecke eingezogen. Der Chor wurde mit einem tief herabgezogenem Tonnengewölbe ausgestattet. Die Innenausmalung stammt vom Hattinger Künstler Egon Stratmann.
Von 1971 bis 1976 wurde das Gebäude geringfügig umgebaut und zugleich den Anforderungen der Liturgie entsprechend ergänzt. 
Der Turm mit der gesamten Westfront prägt den kleinen Marktplatz. Er ist mit einer Sandsteinfassung geprägt, die in der Senkrechten wirkt und hat eine Archivolte als oberen Abschluss. Die Fenster mit stichbogigem Sturz sind ebenfalls mit Sandstein gefasst.
Seit dem 28. November 2007 ist die Johanneskirche eine Filialkirche der Gemeinde St. Joseph in Welper.

## Ausstattung

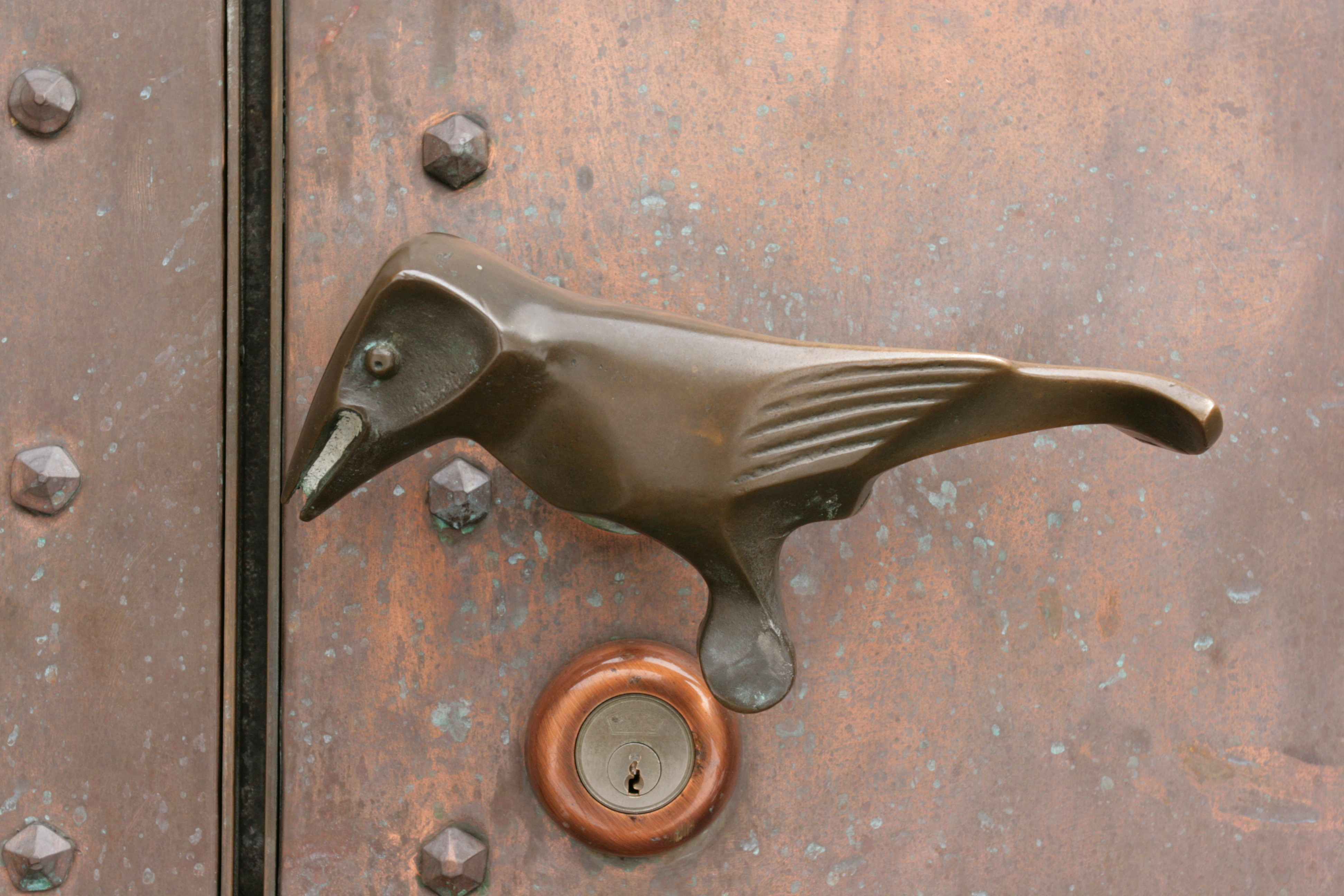
Türgriff

- Der Corpus Christi wird nach einem Gutachten von Professor Leonhard Küppers auf die Zeit Albrecht Dürers zurückgeführt.
- Die spätgotische Pietà entstand um 1450.
- Der barocke Hochaltar kam 1829 als Geschenk aus Lütgendortmund. Er wurde bei der Renovierung von 1971 bis 1976 in seiner Ursprungsfarbigkeit neu gefasst. Ein warmes Grün und Marmorstrukturen in Grau und Rotgrau wurden auf die Füllungen und Gliederungen aufgebracht.
- Das Tabernakel aus Bronze wurde 1977 erworben und anstelle des unförmigen Provisoriums aufgestellt. Die vorschwingenden Formen ordnen sich in das bestehende Liniengerüst des Hochaltars ein. Die Türen tragen die Namen der 24 Ältesten am Thron des Lammes. Die Innentüren sind mit einer Emailleschmelztechnik aus 24-karätigem Gold beschichtet.
- Die Orgelempore steht an der Eingangsfront, sie steht dem Hochaltar in einer Achse gegenüber. Sie wurde von 1971 bis 1976 in Anlehnung an den Hochaltar neu gefasst.
- Der kubische Mensablock des Opferaltares liegt auf einem kurzen Stipes, er ist aus Anröchter Dolomit gefertigt. Die eingelassenen vier Weisen der Apokalypse sollen seine Bedeutung unterstreichen.
- Die Entwürfe und Modelle für die künstlerische Inneneinrichtung, wie Ambo, erarbeitete Egon Stratmann aus Hattingen.
- Der Kreuzweg wurde 1945 von H. Winkelmann angefertigt.
- Das vierstimmige Bronzegeläut erklingt in e'–g'–a'–h'. Glocke III wurde 1960 von Petit & Edelbrock in Gescher gegossen. Die übrigen Glocken entstanden 1949 durch die Glockengießerei Junker in Brilon in Briloner Sonderbronze.